# Frerejeva dvorana
Frerejeva dvorana (urdujsko فریئر ہال‎; angleško Frere Hall) je stavba v Karačiju v Pakistanu, ki izvira iz zgodnjega britanskega kolonialnega obdobja v Sindu. Frere Hall, dokončana leta 1865, je bila prvotno namenjena mestni hiši v Karačiju, zdaj pa služi kot razstavni prostor in knjižnica.

## Lokacija
Frerejeva dvorana stoji v središču Karačija v kolonialnem mestu Saddar Town, v soseski Civil Lines, kjer je več konzulatov. Stavba stoji med cestama Abdullah Haroon (prej Victoria Road) in Fatima Džinah Road (prej Bonus Road). Stoji poleg kluba Sind iz kolonialne dobe.

## Zgodovina
Stavba naj bi služila kot mestna hiša v Karačiju, zasnoval pa jo je Henry Saint Clair Wilkins, ki je bil izbran med 12 kandidati.
Zemljišče stavbe je bilo kupljeno po ceni 2000 britanskih indijskih rupij, ki sta jih donirala WP Andrew iz železnice Scinde in Sir Frederick Arthur Bartholomew. Skupni stroški so bili približno 180.000 rupij, od tega je vlada prispevala 10.000 rupij, medtem ko je ostalo plačala občina Karači.
Dela so se začela avgusta 1863 in nadaljevala do oktobra 1865; gradnja do otvoritve še ni bila v celoti dokončana.
Leta 1877 je bil v Frerejevi dvorani narejen prvi poskus oblikovanja doslednega sklopa pravil badmintona. Po smrti sira Henryja Bartla Edwarda Frera leta 1884 so stavbo preimenovali v njegovo čast. Frere je bil britanski upravitelj, ki je bil znan po spodbujanju gospodarskega razvoja v Sindu, pa tudi po tem, da je jezik sindi postal jezik uprave v Sindu, namesto perzijskega jezika, ki so mu bili naklonjeni Moguli.
Po osamosvojitvi Pakistana se je knjižnica dvorane preimenovala v Liaquat National Library. Knjižnica je ena največjih v Karačiju in hrani zbirko več kot 70.000 knjig, vključno z redkimi in ročno napisanimi rokopisi.
Strope dvorane je okrasil svetovno znani pakistanski umetnik Sadequain v 1980-ih, pri čemer je ena freska po njegovi smrti leta 1987 ostala nedokončana. Več drugih Sadequainovih del je najdenih v dvorani in tvorijo tisto, kar je znano kot Galerie Sadequain.
Dvorana je bila občasno zaprta med letoma 2002 in 2011 zaradi številnih poskusov terorističnih napadov na bližnji ameriški konzulat in ni bila trajno ponovno odprta do leta 2011, ko je bil konzulat preseljen na lokacijo bolj oddaljeno. Zdaj ga neposredno upravlja občinska korporacija Karačija in gosti več festivalov.

## Arhitektura
Frerejeva dvorana je bila zgrajena v beneško-gotskem slogu, ki prav tako združuje elemente britanske in lokalne arhitekture. Stavba ima več koničastih lokov, rebrastih obokov, štirikrilnikov in zunanjih opornikov. Rezbarije na stenah in lepo artikulirani mozaiki so vidni na več stenah in stebrih.
Stavba je zgrajena predvsem iz lokalnega rumeno obarvanega apnenca s kamnitimi detajli iz belega oolita, pridobljenega iz bližnjega mesta Bholari. Rdeči in sivi peščenjak sta bila uporabljena tudi v stavbi, ki je bila pridobljena iz sindskega mesta Džungšahi.
V enem od vogalov stavbe je visok osmerokotni stolp, ki ga krona železna kletka. Streha dvorane je prevlečena z Muntzovo kovino.
Dvorana je obdana z dvema tratama, prvotno znanima kot 'Kraljičina trata' in 'Kraljeva trata', ki sta se po osamosvojitvi preimenovali v Bagh-e-Džinah ali 'Vrtovi Džinah'.

## Razstavni prostor
V Frerejevi dvorani so številni kamniti doprsni kipi, vključno s tistim kralja Edvarda VII., ki je bil dar lokalnega filantropa Parsi Setha Eduljija Dinšava. Frerejeva dvorana hrani tudi oljne slike sira Charlesa Pritcharda, ki je bil nekdanji komisar Sinda.
Od leta 2022 je bila Frerejeva dvorana odprta za javnost in je tudi ena najpomembnejših turističnih znamenitosti v Karačiju zaradi izjemne arhitekture stavbe in njene povezave z britansko vladavino na podcelini.